# 149th Street-Grand Concourse
138th Street-Grand Concourse è una stazione della metropolitana di New York, situata all'incrocio delle linee IRT White Plains Road e IRT Jerome Avenue. Nel 2015 è stata utilizzata da 4 424 754 passeggeri.
È servita dalle linee 2 Seventh Avenue Express e 4 Lexington Avenue Express, sempre attive, e dalla linea 5 Lexington Avenue Express, sempre attiva tranne di notte.